# 連圖爾岩
連圖爾岩是南極洲的岩群，屬於南設得蘭群島的一部分，處於羅伯特島以北、紐韋爾角西北面1.26公里、塔圖爾島東北面0.71公里，該岩群長0.66公里、寬0.32公里。

## 外部連結
- Composite Antarctic Gazetteer（页面存档备份，存于）.

62°19′36″S 59°31′55″W / 62.32667°S 59.53194°W